# 김병만
김병만(1975년 7월 29일 ~ )은 대한민국의 희극인이다.

## 생애
2002년 KBS 17기 공채 개그맨로 정식 데뷔하였다. 키가 159cm라 같은 단신인 이수근과도 친구이며 KBS 개그콘서트의 《달인》에 출연하여 놀라운 재주들을 선보이고, 뛰어난 무술 실력을 보여주기도 했다.《정글의 법칙》을 진행하기 위하여 스쿠버 다이빙과 스카이 다이빙의 자격증을 취득하였고, 《에코빌리지 즐거운 家!》를 위하여 굴착기 운전 기능사 자격증을 보유했다. 특히 자신의 최종 목표라고 했던 사업용 비행기 조종사 면허를 2021년 취득했다.
한편,  《개그콘서트》 등으로  35회 한국방송대상 통합 코미디언상 - SBS 《정글의 법칙》으로 41회 한국방송대상 통합 코미디언상  수상의 영예를 안았는데 최양락(SBS <웃으며 삽시다>로 23회 남자 코미디언상, MBC <오늘밤 좋은밤>으로 28회 통합(17회부터 남-녀 부문으로 시행됐으나 26회부터 통합으로 변경) 코미디언상) 유민상(KBS 2TV <개그콘서트>로 42회 46회 통합 코미디언상)과 역대 한국방송대상 코미디언상 2회 이상 수상 타이 기록을 보유하고 있는데 유민상은 단일 프로그램(개그콘서트)을 통해 2회 받았으며 최양락은 남자 코미디언상(23회)과 통합 코미디언상(28회)으로 고르게 받았다.

## 일화
그는 개그맨 공채에 7회 연속 탈락했는데, 개그맨을 평생 직업으로 삼고 죽을 힘을 다해 도전했으나 계속 탈락만 반복했다. 황금어장 라디오스타에서 밝힌 바로는 심지어 개그콘서트에서 특별 출연하는 와중에도 탈락한 적이 있다고 한다. 그 당시 김병만은 개그맨이 되기 위해 무작정 서울로 상경하여 건물 철거, 신문 배달 등 해보지 않은 일이 없이 많은 고생을 했다.
그는 2011년에 제작된 김연아의 키스 & 크라이에서 놀라운 실력의 스케이트 실력을 선보여 스케이트의 달인으로 이름나기도 하였다.
데뷔 이후 정신적, 육체적 고생을 딛고 2013 SBS 연예대상에서 생애 처음으로 대상을 받았다.
종합격투기 선수인 추성훈과 생년월일이 동일하며 이를 계기로 친구가 되었다.
병역은 저신장으로 면제되었다. 애초에 해병대에 여러 차례 지원했으나 그 때마다 신장 미달 사유로 불합격했다.

## 출연 프로그램

### 과거

#### 지상파
- 《재미있는 TV미술관》(KBS)
- 《TV는 사랑을 싣고》 (KBS2)
- 《긴급구조 119》 (KBS1)
- 《개그콘서트》(KBS2)
  - 대결
  - 달인
  - 풀옵션
  - 무림남녀 (남자 역)
  - 김병만의 역사스페셜 [유행어 : 뭐하는 놈이야 이거?, 야야얌마!!]
  - 동작그만 (사단장 역)
  - 식신 김도마
  - 봉숭아 학당 (동네사람, 로타리 킴 역)
  - 불청객 (동네사람 역)
  - 불청객들 (동네사람 역)
  - 충무로
  - 사대천왕
  - 주먹이 운다 (트레이너 역)
  - 작전명령
  - 공포의 과외선생
  - 어머니의 이름으로 (어머니 역)
  - 2와 1/2
  - 낭만 자객
  - 개그전사 300
  - 대결 3인조
  - 돌겠네
  - 착한사람만 보여요
  - 첫날밤
  - 비굴한 거리
  - 아리아리
  - 예술의 전당
  - 요상한 가족
  - 우리 아들이 달라졌어요
  - 우리 병만이가 달라졌어요
  - 뉴스단신
  - 노래교실 살리고
  - 초 미니시리즈
  - 장군
  - 발명왕
  - 친절한 아저씨
  - 선후배뉴스
  - 버전뉴스
  - 병만이 형
  - 엑스트라
  - 킹콩땅콩
  - 킹콩&치타
  - 킹콩 패밀리
  - 써클스
  - 원앙부부
  - 명인
  - 생활 교향곡
  - 라디오 극장
  - 호신술
- 《날아라 슛돌이 4기》(KBS2)
- 《웃음충전소》(KBS2)
- 《정글의 법칙》(SBS TV)
  - 정의의 따귀맨
  - 계층공감 OLD & 형님
  - 타짱
  - 타짱2
- 《코미디쇼 희희낙락》 (KBS)
- 《개그스타》 (KBS)
- 《김병만의 달인쇼》 (KBS)
- 《해피선데이 - 1박 2일》 (KBS2) 게스트
- 《출발 드림팀 시즌2》 (KBS2)
- 《김연아의 키스 & 크라이》 (SBS)
- 《쇼! 행운열차》 (KBS)
  - 황혼민박
  - TV쇼 진품유사품
  - 별것도 아닌 뉴스
  - 황혼에서 새벽까지
- 《코미디 파일》 (KBS)
  - 쟁반도사
  - 고수를 찾아서
  - 차카게 살자
  - 바람의 파이터 옥배달
- 《자유선언 토요일 - 가족의 탄생》 (KBS2)
- 《추석특집 코미디쇼 이수근 김병만의 10년의 꿈》 (SBS)
- 《주먹쥐고 소림사》 (SBS)
- 《주먹쥐고 주방장》 (SBS)
- 《김병만의 정글일기》 (SBS)
- 《에코빌리지 즐거운 家!》 (SBS)
- 《주먹쥐고 뱃고동》 (SBS)
- 《백종원의 미스터리 키친》 (SBS) - 블루 셰프

#### 케이블
- 《조혜련, 김병만의 투캅스》(ETN)
- 《식신로드》(Y-star) 게스트
- 《김병만의 별난세상》(Sky EN)
- 《이수근 김병만의 상류사회》(JTBC)
- 《신동엽 김병만의 개구쟁이》(JTBC)
- 2015년 《SNL 코리아 (시즌 6)》(tvN)
- 《부르면 갑니다 머슴아들》(채널A)
- 《오지GO》(MBN)
- 《생존왕》(TV CHOSUN)
- 《조선의 사랑꾼》(TV CHOSUN)

### 드라마/시트콤
- 《불멸의 이순신》 KBS 1TV ... 수군 병졸 역
- 《매직키드 마수리》 (KBS 2TV)
- 《언니는 살아있다》
- 《KBS 드라마시티 - 러브헌트, 서른 빼기 셋》 (KBS 2TV)
- 《다 함께 차차차》 (KBS 1TV)
- 《KBS 드라마 스페셜 - 위대한 계춘빈》 (특별출연) (KBS 2TV)
- 《울랄라 부부》(이상 KBS 2TV.)
- 《대한민국 변호사》
- 《종합병원 2》
- 《친구 우리들의 전설》 (이상 MBC.)
- 《오포졸》 (OBS경인TV)
- 《닥터챔프》 (SBS, 특별출연)
- 《아테나: 전쟁의 여신》 (SBS, 특별출연)
- 《널 기억해》 (SBS)
- 《엄마가 뭐길래》 (MBC)
- 《직장의 신》 (KBS 2TV)
- 《웰컴투 노얄빌라》 (JTBC)
- 《S클리닉》 (슈퍼 액션)
- 《시트콩 로얄빌라》 (JTBC)
- 《내성적인 보스》 (tvN, 특별출연)
- 《아빠 셋 엄마 하나》 KBS 2TV
- 《눈이 부시게》 JTBC ... 차력사 역 (특별출연)

### 교양
- 2013년 6월 2일 일요일 KBS1 《강연 100℃》- 46회
  - 강연주제 : 실패할 수도 있다
  - 공감온도 : 96°C
- KBS2 《이야기쇼 두드림》 2012년 1월 7일
- TV CHOSUN 《식객 허영만의 백반기행》 게스트 (251회) 2024년 6월 9일

### 영화
- 《선물》
- 《마법 경찰 갈갈이와 옥동자》: 금발
- 《친구 우리들의 전설》
- 《바리바리 짱》
- 《조폭 마누라 3》
- 《김관장 대 김관장 대 김관장》
- 《라듸오 데이즈》
- 《니코》: 줄리어스 목소리 더빙
- 《붕어빵》
- 《평양성》
- 《서유기 리턴즈》: 손오공
- 《쥴리의 육지 대모험》 : 빅 목소리 더빙

### 광고
- 본스치킨
- 김병만의 파란이사
- 이사의달인 김병만 보관됨 2020-02-23 - 웨이백 머신
- 에쓰오일(기업 PR)
- 투마리 치킨 공동 대표
- 한국가스안전공사 - 가스안전캠페인
- 중앙선거관리위원회 홍보대사
- 천재교육 문제집 해법수학
- 불스원
- 닌텐도 3DS
- 한국용기순환협회 - 빈병 회수
- 농림수산식품부 - HACCP
- NH농협
- 삼성생명 - 퇴직연금
- 달인 김병만의 광천김
- 서울주택도시공사
- 1599또1599 대리운전

## 저서
- 에세이집 《꿈이 있는 거북이는 지치지 않습니다》(2011,실크로드)
- 에세이집 《달인, 자전거를 말하다》(2011년, 바이클로지) - 방송작가 최제남과 공동 집필[7]
- 에세이집 《김병만의 집 꿈꾸다 짓다 살다 - 설계부터 완공까지 1억 집짓기 도전기》 (2013년, 드림데이)

## 홍보대사
- 2009년 인천세계도시축전 명예홍보대사
- 2010년 서울형 그물망복지 홍보대사
- 2010년 서울본부세관 홍보대사
- 2010년 문화체육인 환경지킴이단 홍보대사
- 2010년 1인 창조기업 홍보대사
- 2011년 고용서비스 홍보대사
- 2011년 산림청 홍보대사
- 2011년 우체국 국제특송 홍보대사
- 2011년 전북지방경찰청 홍보대사
- 2011년 전북 현대 모터스 명예홍보대사
- 2011년 공명선거 홍보대사
- 2012년 광양월드아트서커스 페스티벌 홍보대사
- 2012년 자전거 안전문화 홍보대사
- 2012년 한국용기순환협회 홍보대사
- 2013년 FLL 코리아 홍보대사
- 2013년 서울 송파경찰서 학교폭력 근절 홍보대사
- 2018년 2018 평창동계올림픽 홍보대사

## 수상

### 2008년
- KBS 연예대상 코미디부문 최우수상
- KBS 연예대상 코미디부문 최우수코너상
- 제35회 한국방송대상 코미디언상

### 2009년
- 제17회 대한민국 문화연예 대상 개그맨부문 최우수상
- 제10회 대한민국 영상대전 개그맨부문 포토제닉상
- 제21회 한국PD대상 코미디언 부문 출연자상
- 제45회 백상예술대상 TV부문 남자 예능상

### 2010년
- 제17회 대한민국연예예술상 특별희극인상
- 제6회 세상을 밝게 만든 사람들 방송 부문
- KBS 연예대상 코미디부문 남자 최우수상

### 2011년
- 제6회 아시아모델상시상식 BBF 엔터테이너상
- 제2회 대한민국 대중문화예술상 문화체육관광부장관 표창
- SBS 연예대상 버라이어티부문 최우수상

### 2012년
- 중앙선거관리위원회 감사패
- SBS 연예대상 버라이어티부문 최우수상

### 2013년
- 제49회 백상예술대상 TV부문 남자 예능상
- SBS 연예대상 대상 
《정글의 법칙》, 《에코빌리지 즐거운 家!》

### 2014년
- 제41회 한국방송대상 코미디언부문 출연자상

### 2015년
- SBS 연예대상 베스트 팀워크상 
《주먹쥐고 소림사》
- SBS 연예대상 대상 
《정글의 법칙》, 《주먹쥐고 소림사》

### 2017년
- SBS 연예대상 프로듀서상 《정글의 법칙》

### 2022년
- SBS 연예대상 에코브리티상 《공생의 법칙 2》

## 같이 보기
- 정글의 법칙
- 류담
- 노우진
- 박준형
- 이수근
- 엄태경